# Powersolo
Powersolo est un trio de rock et country rock danois, fondé à Århus en 1996 par le chanteur Kim Jeppesen dit « Kix », rejoint au bout de quelques semaines par son frère Bo Jeppesen dit « Atomic Child » et un batteur.
Le groupe acquiert une renommée internationale à la suite de la sortie du second album, It's raceday and your pussy is GUT!, en 2004, et des tournées qui accompagnent celle-ci. En France, en 2005, le morceau Juanito est utilisé dans deux films publicitaires humoristiques de la SNCF pour les trains TER, le premier mettant en scène un guépard et une antilope en images de synthèse, et le second une princesse et son prince charmant. En 2014 SFR utilise le titre Canned Love pour les publicités de leur forfait Red.